# Tractat Angloafganès (1919)
Tractat anglo-afganès del 1921, fou un conveni entre la Gran Bretanya i Afganistan que liquidava definitivament la Tercera Guerra Angloafganesa de 1919 aturada ja amb el tractat d'alto el foc de 3 de juny de 1919 i el tractat de Rawalpindi de 8 d'agost de 1919. En aquest darrer la qüestió de la plena independència de l'Afganistan va quedar una mica a l'ombra i es va negociar en un futur tractat.
Les negociacions van començar l'abril de 1920 entre Sir Henry Dobbs (secretari d'afers exteriors de l'Índia Britànica) i Mahmud Khan Tarzi ministre d'exteriors de l'Afganistan, i es van fer a Mussoorie, amb un acord preliminar signat el 18 de juliol de 1920 i després a Kabul des del 10 de gener de 1921.
L'acord final es va obtenir el 22 de novembre de 1921 i fou signat a Kabul el 2 de desembre de 1921. La independència completa de l'Afganistan era reconeguda, amb les fronteres definides al tractat de Rawalpindi. Fou considerat un tractat temporal i havia d'estar en vigor tres anys abans de poder ser modificat, però va esdevenir definitiu amb la independència de l'Índia el 1947.